# Répétition tandem avec évolution
Un nouveau type de répétition a été mis en évidence durant l'assemblage du génome humain, les répétitions en tandem avec évolution (notées également « e.t.r. », evolutive tandem repeat).
Une telle répétition consiste en une suite de copies plus ou moins contiguës où chaque copie est fortement similaire à celle qui la précède et à celle qui lui succède.
Il n'existe pas de notion de modèle comme pour les répétitions en tandem « classiques » et la première et la dernière copies peuvent être complètement différentes.
Par exemple :
AGCGGCGCCGACGAA
est une e.t.r. pour des copies de longueur 3 avec 1 erreur autorisée.
La notion d'e.t.r. est en réalité plus générale.
En effet, il est considéré que les copies sont proches mais pas nécessairement contiguës car les sauts, ie. brèches (gaps) et chevauchements, entre deux copies successives d'une e.t.r. sont fréquents dans les séquences biologiques.
Par exemple :
AAATAACAGCGC
est une e.t.r. pour des copies de longueur 3 avec 1 erreur autorisée et un saut de longueur 1.